# Atherospermataceae
Las aterospermatáceas (Atherospermataceae) son una familia de angiospermas del orden Laurales. Consta de siete géneros con unas dieciséis especies, que se distribuyen por Australia, Nueva Caledonia, Nueva Guinea, Nueva Zelanda y Tasmania, y el sur de Argentina y de Chile.

## Descripción
- Árboles o arbustos perennifolios, aromáticos. Indumento de pelos simples o bífidos, o glabros.
- Hojas decusadas, simples, groseramente aserradas, sin estípulas, con células oleosas en el parénquima, nervadura broquidódroma, vernación involuta o conduplicada. Estomas anomocíticos.
- Tallos con nodos unilacunares y con un rastro foliar. Ramas cuadrangulares, ramificación terminal en dicasio, nodos netamente comprimidos en Daphnandra. Esclereidas hipocrepiformes del periciclo presentes.
- Inflorescencias axilares y solitarias, o en inflorescencias racemosas con ramificaciones secundarias cimosas.
- Flores perfectas o unisexuales, pequeñas, actinomorfas. Receptáculo perígino, bien desarrollado, globoso, urceolado a ampliamente campanulado. Perianto sepaloideo o bien las piezas internas petaloideas, 2 + 2, o 6-20 en 2(-3) verticilos. Androceos con (4-)12-muchos estambres filantéreos, cortos, con 2 lóbulos basales, en 1-2 verticilos, alternisépalos u oposititépalos, anteras biesporangiadas, extrorsas, de dehiscencia por valvas fijas apicalmente, conectivo prolongado; estaminodios intrastaminales presentes. Gineceo apocárpico, superior o inmerso en el receptáculo e inferior, de 3-muchos carpelos, estilo lateral a ginobásico; óvulo uno por carpelo, erecto, anátropo, bitégmico, crasinucelado, con el micropilo dirigido hacia abajo, placentación basal.
- Fruto en poliaquenio, plumoso, encerrado en el receptáculo urceolado leñoso, dehiscente (pseudofruto).
- Semillas 1 por fruto, con endospermo abundante, oleoso, embrión mediano, recto, con 2 cotiledones.
- Polen globular a globular-oblato, en mónadas, dicolpado o meridionosulcado, exina reticulada, tectada o intectada, imperforada, perforada o columelada, endexina, ectexina y capa basal presentes o ausentes.
- Número cromosómico: x = 22, 57.

## Ecología
Estos árboles y arbustos son propios de los estratos inferiores del bosque tropical lluvioso, salvo las especies de Dryadodaphne que forman parte de las copas más altas. Las glándulas de la base de los estambres en Laurelia novaezelandiae segregan néctar, que se acumula en la base de la flor y hace que un elevado número de abejas y bombílidos visiten las flores. Los aquenios plumosos se dispersan por el viento (anemocoria).

## Fitoquímica
Presentan flavonoles: kaempferol y quercetina. Sin iridoides, proantocianidinas, ácido elágico ni saponinas o sapogeninas.

## Usos
La madera de Laurelia tiene interés local en la construcción, en particular la del laurel o tihue (Laurelia sempervirens) en Chile, si bien no es muy resistente a la humedad. Se extraen aceites esenciales de las hojas y la corteza de las especies de Doryphora con aplicación en perfumería y farmacopea.

## Fósiles
La familia se reconoce en fósiles antárticos del Cretáceo superior al Terciario inferior (unos 88 Ma). Se conocen pólenes fósiles atribuidos a Laurelia en el Oligoceno medio de Nueva Zelanda. Se conocen asimismo hojas fósiles atribuidas a este género del Eoceno-Oligoceno y del Mioceno inferior de Argentina y de la isla Seymour.

## Posición sistemática
Las aterospermatáceas han sido usualmente consideradas una subfamilia (Atherospermatoideae) de las monimiáceas. Sin embargo, tanto los caracteres morfológicos como moleculares la separan netamente de ella y la relacionan más directamente con las gomortegáceas y las siparunáceas. El APW (Angiosperm Phylogeny Website) considera que forma parte de un grupo evolutivamente intermedio del Orden Laurales junto con esas dos familias, siendo el grupo hermano de las gomortegáceas (cf. AP-website).

## Táxones incluidos
Introducción teórica en Taxonomía
Según estudios recientes, el clado basal de la familia está formado por los géneros australianos Doryphora y Daphnandra. Los demás formarían un grupo más avanzado. Los géneros se separan mediante la siguiente clave:
- Pelos foliares medifijos. Estaminodios intrastaminales alargados en fruto.

- Flores solitarias, axilares.

Atherosperma Labill., 1806. Sudeste de Australia, Tasmania.
- Flores en pequeñas inflorescencias cimosas.

Laureliopsis Schodde, 1983. Sur de Chile y Argentina.
- Pelos foliares simples o fasciculados. Estaminodios intrastaminales no alargados en fruto.

- Estambres largamente aristados. Aquenios glabros, estilo lateral plumoso.

Doryphora Endl., 1837. Australia oriental.
- Estambres sin arista larga. Aquenios pubescentes, estilo más o menos terminal.

- Receptáculo en fruto con perianto y androceo persistentes. Estambres anchamente truncados, anteras con valvas extrorsas.

Daphnandra Benth., 1870. Australia oriental.
- Receptáculo en fruto con perianto y androceo caducos. Estambres estrechamente truncados a apiculados, anteras con valvas latrorsas.

- Flores unisexuales (algunas hermafroditas). Inflorescencia densamente pubescente.

Laurelia Juss., 1809. Nueva Zelanda, sur de Chile.
- Flores perfectas. Inflorescencia glabra.

- Receptáculo cilíndrico en fruto. Aquenios elipsoides, plumosos en un lado sólo.

Dryadodaphne S. Moore, 1923. Nueva Guinea, nordeste de Australia.
- Receptáculo más o menos globoso en fruto. Aquenios en herradura, muy plumosos por todos lados.

Nemuaron Baill., 1873. Nueva Caledonia.